# Jan Novák (compositeur)
Pour les articles homonymes, voir Jan Novák et Novák.
Jan Novák (né le 8 avril 1921 à Nová Říše, en Moravie – mort le 17 novembre 1984 à Neu-Ulm) est un compositeur tchécoslovaque de musique classique et de musique de films, ainsi qu'un poète latin contemporain connu sous le nom de plume de Ianus Novak.

## Biographie

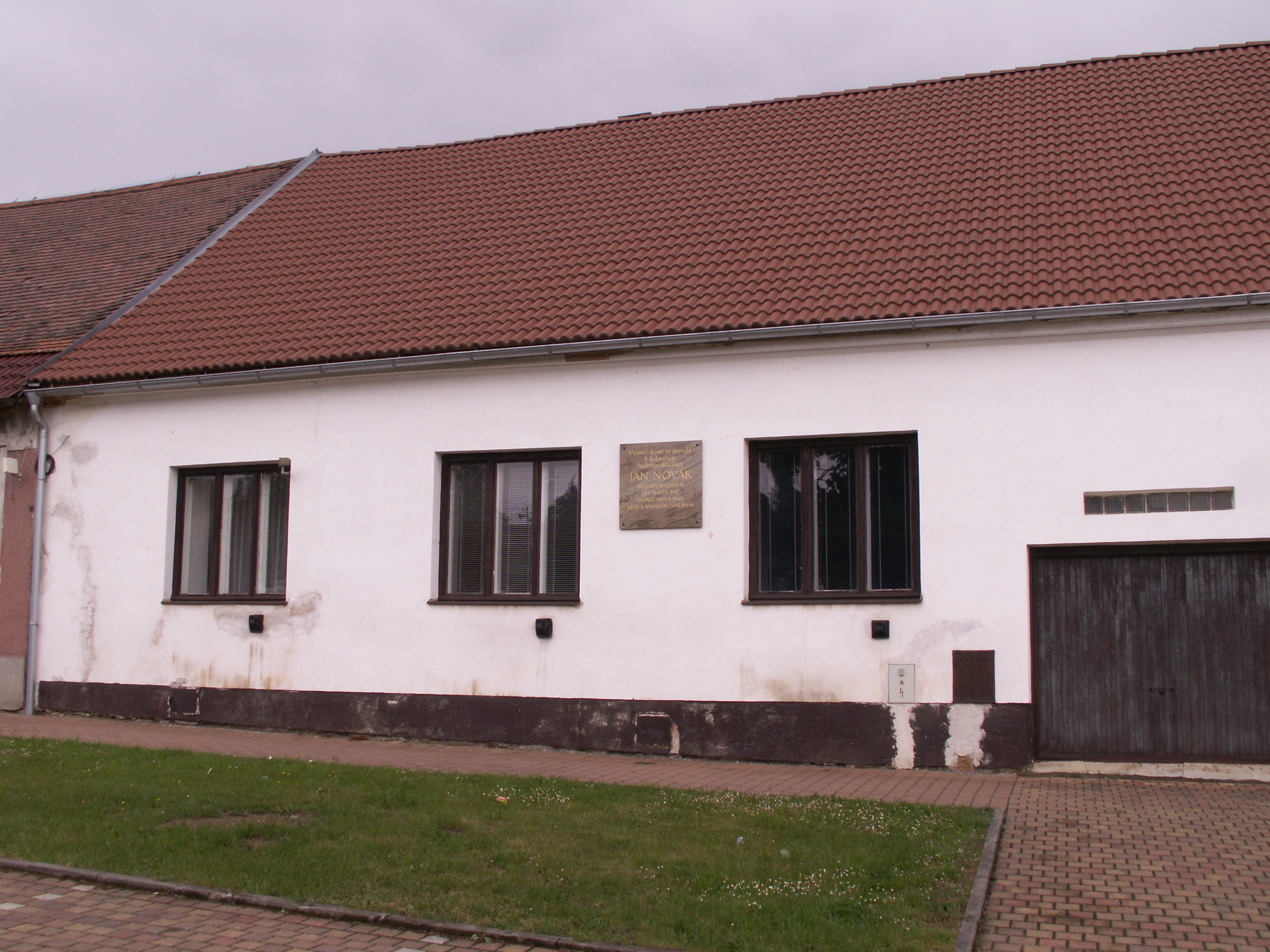
Maison natale à Nová Říše.

Il étudie à Brno auprès de Vilém Petrželka, puis à Prague auprès de Pavel Bořkovec. Après la guerre — qui l'emmena en Allemagne pour le travail obligatoire pendant deux ans et demi — il passe un an aux États-Unis grâce à une bourse. Il y étudie auprès d'Aaron Copland et de son compatriote en exil, Bohuslav Martinů (1947-1948), lequel eut sur lui une influence importante et durable, notamment dans la conception mélodique et rythmique. À son retour, il épouse la pianiste Elicaka Hanouskovi, avec qui il forme un duo de piano, destination de plusieurs œuvres, notamment le Concerto pour deux pianos (1956).
Après son exclusion en 1961 de l'union des compositeurs tchécoslovaques, il cofonde en 1963, le groupe schéppening A (également appelé Parasiti Apollinis), aux côtés de Josef Berg (en), Miloslav Ištvan, Alois Piňos et Zdeněk Pololáník, en opposition à la politique culturelle officielle de l'État, ils organisent des concerts, des conférences, et des festivals de musique. Toutes ces activités sont interdites après l'échec du Printemps de Prague et en 1968, il quitte son pays à la faveur d'un voyage au Danemark d'abord enseignant le piano à Aarhus pendant trois ans, puis à Rovereto près de Trente en Italie jusqu'en 1977, pour s'installer à Neu-Ulm en Bavière, jusqu'à sa mort à l'âge de 63 ans, le 17 novembre 1984. Il repose au cimetière de Brno, non loin de Leoš Janáček et du pianiste Rudolf Firkušný.
Jan Novák est le père de la flûtiste Clara Novakova (*1962-), qui a été soliste de l’Orchestre de chambre de Paris, dès 1988, après son Premier Prix dans la classe de Michel Debost au Conservatoire.

## Honneurs
En 1970, il est honoré de la magna laus, au concours de poésie latine d'Amsterdam, le Certamen poeticum Hoeufftianum. Après 1989, des œuvres sont présentées en première en Tchécoslovaquie et en 1996, à titre posthume, il est réhabilité par sa patrie : Václav Havel lui décerne la médaille du mérite artistique. En 2005, il est désigné citoyen d'honneur de Brno. Sa ville natale, Nová Říše lui consacre une salle au Musée de la musique Pavel et Antonín Vranický (cs). En Italie, le conservatoire de Vallagarina, près de Trente, porte son nom.

## Œuvre
Jan Novák a un catalogue très variés, comprenant à la fois de la musique de chambre et de la musique symphonique, des compositions vocales, des musiques musiques de scène pour le théâtre et compose la musique pour la télévision et la bande son de plusieurs films de Karel Kachyňa ainsi que pour deux des principaux maîtres du film d'animation : Jiří Trnka et Karel Zeman.
Dès les années 1950, il s'intéresse beaucoup aux œuvres vocales, inspirées de textes latins et de vieux poèmes tchèques, tant traditionnels qu'issus de la tradition culturelle.

### Compositions
- Concerto pour hautbois et orchestre (1952)
- Baletti a 9 pour nonette (1955)
- Concerto pour deux pianos et orchestre (1955)
- Concertino pour quintette à vents (1957)
- Capriccio pour violoncelle et orchestre (1958)
- Dulces cantilenae pour soprano et violoncelle (1961)
- Passer Catulli pour basse et nonette (1962)
- Ioci vernales pour basse, octuor et bande magnétique (1964)
- Dido, cantate pour mezzo-soprano, récitant, chœur d'hommes et orchestre (1967)
- Exercitia mythologica pour chœur mixte de 4 à 8 voix (1968)
- Ignis pro Ioanne Palach pour choœur et orchestre (1969)
- Apicius modulatus pour voix et guitare (1971)
- Odarum concentus pour orchestre à cordes (1973)
- Schola cantans pour voix et piano (1973)
- Dulcitius, opéra (1974)
- Concentus Biiugis pour piano à 4 mains et orchestre (1976)
- Due preludi e fughe pour flûte (1979)
- Ludi concertantes (1981)
- Sonata da chiesa I et II pour flûte et orgue (1981)
- Sonata super hoson zes pour violon ou flûte et piano (1981)
- Aesopia pour chœur mixte à 4 voix et 2 pianos ou petit orchestre (1981)
- Vernalis temporis symphonia pour soli, choœur et orchestre (1982)
- Symphonia bipartita (1983)
- Sonata tribus pour flûte, violon et piano (1982)
- Marsyas pour piccolo et piano (1983)
- Cantica Latina pour voix et piano (découverte en 1985)

### Poésie latine
- Ludicra, Brno, 1965.
- Suaviloquia. Tener liber versuum teneriorum de rebus tenerrimis, Brno, 1966.
- Carminum libellus, Munich : Artemis, 1985.
- "Anna Perenna", dans : Melissa, no 66, Bruxelles, 1995, p. 13.

## Discographie
- Balletti à 9 ; 7 métamorphoses in pastorale L.V.B. ; Concertino pour quintette à vent ; Sonata tribus ; 2 preludi e fughe ; Sonata solis fidibus ; Sonata phantasia – Orchestre de chambre de Paris, dir. Armin Jordan, Jean-Claude Bouveresse (1999, 2 CD VDE-Gallo) (OCLC 715901221)
- Capriccio pour violoncelle et petit orchestre – Jiří Bárta, violoncelle ; Philharmonie de chambre de Prague (2009, Supraphon) (OCLC 1152173731) — avec des œuvres de Bohuslav Martinů (H 196) et Josef Bohuslav Foerster (op. 143).
- Concertos : piano à quatre mains ; pour hautbois ; pour piano et cordes – Alice Rajnohová, piano ; Vilém Veverka, hautbois ; Lucie Schinzelová et Kristýna Znamenáčková, piano à quatre mains ; Ensemble Opera Diversa, dir. Gabriela Tardonová (2015/2019, Toccata Classics)
- Œuvres pour orchestre : Ludi Symphoniaci ; 06 - Variations sur un thème de Bohuslav Martinů ; La Fiancée du spectre  (2023, Orchestre symphonique Radio Prague, RadioServis)
- Concertos : piano à quatre mains, pour flûte, pour deux pianos (2023, Tomáš Netopil, Supraphon)
- Œuvres pour flûte - Clara Novakova et Zorica Milenkovic, flûtes ; Jean-Bernard Marie, piano (AJPR Premiers Horizons, 2003).